# Deilagaon
Deilagaon is een geslacht van vliesvleugeligen uit de familie vijgenwespen (Agaonidae). De wetenschappelijke naam van dit geslacht is voor het eerst geldig gepubliceerd in 1977 door Wiebes.

## Soorten
Het geslacht Deilagaon omvat de volgende soorten:
- Deilagaon annulatae Wiebes, 1977
- Deilagaon chrysolepidis Wiebes, 1977
- Deilagaon clavatum (Wiebes, 1977)
- Deilagaon megarhopalum (Grandi, 1923)